# Vincent Bouvier
Vincent Bouvier (ur. 8 września 1952 roku w Paryżu) – polityk francuski.
Od 18 sierpnia 2014 roku pełni urząd Wysokiego Komisarza Republiki (reprezentanta prezydenta Francji) we wspólnocie "sui generis": Nowa Kaledonia.